# Kolë Shiroka
Kolë Shiroka (1. ledna 1922 Prizren - 21. května 1994, Bělehrad) byl kosovskoalbánský komunistický politik albánské národnosti. Účastnil se partyzánského boje, později zastával řadu funkcí v čele SAP Kosovo.
Shiroka studoval gymnázium (ze kterého byl za účast v činnostech komunistické mládeže vyloučen) a poté vyšší politickou školu Đura Đakoviće v Bělehradě. V roce 1941 vstoupil do komunistické strany Jugoslávie; nejprve jako pouhý úředník, později plnil roli politického komisaře partyzánských jednotek.
Po skončení války byl členem Nejvyšší rady Lidové rady pro Kosovo, sekretář výboru SKS opštiny Orahovac, člen oblastního výboru SR Srbska v Prištině a později člen ÚV srbské odnože SKJ. Byl zvolen poslancem svazové, jakož i republikové skupštiny, a to celkem několikrát. Nakonec se stal i členem předsednictva Svazu komunistů Jugoslávie (zvolen na 9. kongresu Strany).
V letech 1982 - 1983 byl předsedou předsednictva SAP Kosovo a v letech 1985 - 1986 byl předsedou oblastního výboru SKK. Od roku 1986 byl opět členem předsednictva ÚV SKJ, dostal se spolu s Azemem Vllashim a Katushou Jashari do čela kosovskoalbánské komunistické politické elity. Na podzim 1988 byl donucen v souvislosti s mocenskými třenicemi v celé SR Srbsko donucen k rezignaci. Zemřel v roce 1994 v Bělehradě.